# Afterburner (álbum de Dance Gavin Dance)
Afterburner es el noveno álbum de estudio de la banda estadounidense de post-hardcore Dance Gavin Dance. Fue lanzado el 24 de abril de 2020 en Rise Records. Es la continuación del octavo álbum de estudio del grupo, Artificial Selection (2018). El álbum se considera una progresión musical para la banda, ya que el grupo experimentó con el funk, el latín, el rap y el metalcore que acompañan su estilo de rock experimental y post-hardcore. Es el último álbum de estudio del grupo que se lanzó durante la vida del bajista Tim Feerick antes de su muerte en abril de 2022.
En apoyo del álbum, la banda lanzó el sencillo principal, "Prisoner", el 21 de febrero de 2020. El segundo sencillo, "Strawberry's Wake", fue lanzado el 12 de marzo. Dos sencillos más, "Lyrics Lie" y "Three Wishes", fueron lanzados en abril. El álbum debutó en el número 14 en el Billboard 200, con 24.000 copias vendidas en su primera semana. Originalmente, el grupo anunció una gira de primavera de 2020 en apoyo del álbum que se realizaría en América del Norte y Europa, pero se pospuso debido a la pandemia de COVID-19. Se embarcaron en el Afterburner Tour que tuvo lugar en septiembre y octubre de 2021 con el apoyo de Polyphia, Veil of Maya, Eidola y Wolf & Bear. Una versión instrumental del álbum se lanzó a los servicios digitales y de transmisión el 25 de diciembre de 2021.

## Antecedentes
Dance Gavin Dance lanzó su octavo álbum de estudio, Artificial Selection, el 8 de junio de 2018, a través de Rise Records. La promoción del álbum incluyó una gira de primavera de 2019 con el apoyo de Periphery, Don Broco, Hail the Sun, Covet y Thousand Below. Dance Gavin Dance también realizó una gira en apoyo de Underoath en su gira principal de otoño de 2018 y encabezó el festival de música inaugural Swanfest en San Francisco.
El 22 de marzo de 2019, la banda lanzó "Head Hunter", un sencillo independiente, acompañado de su video musical. Otro sencillo, "Blood Wolf", fue lanzado el 11 de octubre, junto con su video musical. En octubre de 2019, la vocalista de la banda, Tilian Pearson, confirmó que estos dos sencillos no aparecerán en el noveno álbum de estudio de la banda, ni son indicativos del sonido del álbum.
El 31 de mayo de 2019, la banda lanzó una versión instrumental de Artificial Selection. Comenzaron un patrón de lanzar una versión instrumental de sus álbumes de estudio el último viernes de cada mes desde que, con Mothership, se lanzó el 28 de junio y así sucesivamente, concluyendo con Downtown Battle Mountain el 27 de diciembre de 2019. El 30 de agosto de 2019, la banda lanzó una versión re-masterizada de su álbum Acceptance Speech de 2013, acompañada de la versión instrumental.

## Grabación
En enero de 2019, el guitarrista principal de Dance Gavin Dance, Will Swan, reveló en Twitter que estaba grabando nuevo material en Portland, Oregón, en el estudio de grabación de Kris Crummett, Interlace Audio. En julio de 2019, Tilian Pearson reveló que estaba escribiendo para el próximo noveno álbum de estudio de la banda. Crummett tocó la guitarra con Will Swan y el guitarrista de Secret Band, Martin Bianchini, en septiembre.
En una entrevista de octubre de 2019, el baterista Matthew Mingus reveló que el nuevo álbum será "muy técnico" y que se grabaron quince canciones. En noviembre, Pearson confirmó que había completado la grabación de las voces para el álbum con el productor discográfico Drew Fulk en Los Ángeles, California. Kris Crummett completó la mezcla para el álbum en diciembre de 2019.
El álbum presenta una lista de apariciones especiales, incluido el guitarrista de Strawberry Girls, Zachary Garren, el vocalista y guitarrista de Eidola, Andrew Wells, el guitarrista de Veil of Maya, Marc Okubo, el guitarrista de Secret Band, Martin Bianchini, el guitarrista de Royal Coda, Sergio Medina, y el ex de Attack Attack! el vocalista Johnny Franck (acreditado como su banda actual, Bilmuri). El álbum presenta dos apariciones vocales invitadas, incluida la aparición de Wells en "Lyrics Lie" y "Nothing Shameful" y la aparición de Franck en "Into the Sunset". El baterista de Royal Coda y ex baterista de A Lot Like Birds, Joseph Arrington, está acreditado como coguionista de "Prisoner".

## Lanzamiento y promoción
La banda anunció Afterburner, su lista de canciones, la portada del álbum y la fecha de lanzamiento junto con los paquetes de pedidos anticipados el 21 de febrero de 2020. El álbum se lanzó a las plataformas de transmisión y descarga digital el 24 de abril de 2020 a través de Rise Records. Debido a complicaciones relacionadas con la pandemia de COVID-19, las ediciones físicas del álbum se pospusieron hasta el 10 de julio de 2020. La edición especial de lujo de Target presenta un segundo disco que contiene una versión instrumental del álbum.
El 21 de febrero de 2020, Dance Gavin Dance lanzó el sencillo principal del álbum, "Prisoner", acompañado de su video musical.
El 12 de marzo, se lanzó "Strawberry's Wake" como segundo sencillo, junto con su video musical.
El 9 de abril, se lanzó "Lyrics Lie" como el tercer sencillo del álbum, junto con un video musical. La pista presenta coros no acreditados del guitarrista y vocalista de Eidola, Andrew Wells. El video de la canción es un lapso de tiempo del artista Duce One pintando el mural de la portada del álbum en el costado de The Flame Club en Sacramento, California.
El 16 de abril, se lanzó el cuarto sencillo, "Three Wishes". El video musical de "Three Wishes" presenta un montaje de videos enviados por fanáticos de ellos mismos limpios de formas abstractas y creativas. El video también presenta a miembros de la banda.
El 14 de julio de 2020, el grupo estrenó un video musical animado de la canción "One In A Million".

## Lista de canciones
| N.º | Título                                | Duración |  |
| 1.  | «Prisoner»                            | 3:46     |  |
| 2.  | «Lyrics Lie»                          | 3:56     |  |
| 3.  | «Calentamiento Global»                | 3:58     |  |
| 4.  | «Three Wishes»                        | 3:28     |  |
| 5.  | «One in a Million»                    | 3:41     |  |
| 6.  | «Parody Catharsis»                    | 3:41     |  |
| 7.  | «Strawberry's Wake»                   | 3:37     |  |
| 8.  | «Born to Fail»                        | 3:28     |  |
| 9.  | «Parallels»                           | 3:36     |  |
| 10. | «Night Sway»                          | 2:52     |  |
| 11. | «Say Hi»                              | 3:51     |  |
| 12. | «Nothing Shameful» (con Andrew Wells) | 4:01     |  |
| 13. | «Into the Sunset» (con Bilmuri)       | 4:30     |  |

## Posicionamiento en lista
| Lista (2020)                   | Posición |
| ------------------------------ | -------- |
| Australian Albums (ARIA)       | 86       |
| UK Rock & Metal Albums (OCC)   | 17       |
| US Billboard 200               | 14       |
| US Top Rock Albums (Billboard) | 1        |

## Personal
Dance Gavin Dance
- Tilian Pearson - voz principal
- Jon Mess - voz secundario
- Will Swan - guitarra, rapeo
- Tim Feerick - bajo
- Matt Mingus - batería, percusión